# STS-135
La STS-135 va ser l'última missió del transbordador espacial Atlantis amb destinació a l'Estació Espacial Internacional, el llançament de la qual es va dur a terme el 8 de juliol de 2011.
La càrrega principal de la missió va ser el mòdul logístic multiusos Raffaello.
Una activitat extravehicular es va dur a terme el 12 de juliol, així com una experiència amb el «Robotic Refueling Mission» (RRM), per demostrar la tecnologia i eines per proveir-se satèl·lits en òrbita per mitjans robòtics amb l'ajuda de l'Special Purpose Dexterous Manipulator.

## Tripulació
- Comandant: Christopher Ferguson (3)  Estats Units
- Pilot: Douglas G. Hurley (2)  Estats Units
- Especialista de missió 1: Sandra Magnus (3)  Estats Units
- Especialista de missió 2: Rex J. Walheim (3)  Estats Units

El nombre entre parèntesis indica el nombre de vols espacials efectuats per l'astronauta, missió STS-135 inclosa.